# Simulink
Simulink és un entorn de programació gràfica basat en MATLAB per modelar, simular i analitzar sistemes dinàmics multidomini. La seva interfície principal és una eina de diagrama de blocs gràfic i un conjunt personalitzable de biblioteques de blocs. Ofereix una integració estreta amb la resta de l'entorn de MATLAB i pot conduir MATLAB o fer-ne scripts. Simulink s'utilitza àmpliament en automatització i el processament de senyals digitals per a la simulació multidomini i el disseny basat en models.
El programa de MathWorks per a simulació (modelització i anàlisi) de sistemes dinàmics no lineals va ser presentat el 1990 amb el nom de SIMULAB per a computadores personals i Simulink per a les estacions de treball. La seva aparició va estar unida a l'aparició de Matlab per a Windows. Des de 1994, que va estar disponible la versió 1.3, Simulink té un tractament similar als altres toolboxes (llibreries d'aplicacions de Matlab) en el sentit que s'instal·la de manera separada, però segueix essent la millor eina per aprofitar tota la potència de Matlab i els altres "toolboxes".
La principal diferència entre els altres toolboxes és que SIMULINK ofereix un entorn amb finestres, en els que els sistemes es defineixen mitjançant blocs, que es constitueixen i es modifiquen fent ús del ratolí, en el que l'usuari disposa de capacitats gràfiques grandioses. D'aquesta manera es redueix de forma considerable el temps emprat en la construcció i comprovació dels sistemes.
Amb Simulink l'usuari pot crear els seus models a partir d'una llibreria de components bàsics, copiant-los d'una finestra a una altra, establint les connexions oportunes i donant valors als seus paràmetres. La seva utilització sols requereix de l'usuari un lleuger coneixement sobre la característica bàsica de Matlab (programa que facilita l'ús de variables escalars, vectorials i matricials) i sobre la seva sintaxi. No obstant el màxim rendiment del Simulink es treu sabent programar els mateixos blocs, saber programar Matlab i disposar d'altres "toolboxes".